# Condado de Franklin (Washington)
O Condado de Franklin é um dos 39 condados do Estado americano de Washington. A sede de condado é Pasco, e sua maior cidade é Pasco. O condado possui uma área de 3 277 km², uma população de 49 347 habitantes, e uma densidade populacional de 15 hab/km² (segundo o censo nacional de 2000). O condado foi assim nomeado em homenagem a Benjamin Franklin.